# پانچکس آبی
پانچکس آبی یا پانچکس لکه سفید (Aplocheilus panchax) یک ماهی معمولی آب شیرین است که به دلیل سازگاری بالا، در زیستگاه‌های مختلف یافت می‌شود. این گونه بومی جنوب آسیا از پاکستان تا اندونزی است. در دو چشمه آب گرم در سنگاپور کشف شده‌است. این گونه که با یک نقطه سفید رنگ روی سرش که در واقع چشم سوم ماهی است، شناسایی می‌شود، می‌تواند تا ۹ سانتیمتر رشد کند؛ تمایل به شنا در نزدیکی سطح آب دارد و جمعیت پشه‌ها را با تغذیه از لاروهای آنها کنترل می‌کند.